# Cedega
Cedega ist eine proprietäre Software, die das Ausführen von Windows-Spielen unter Linux ermöglicht.
Die Software wurde von der Firma „TransGaming Technologies“ entwickelt. Ziel des Projektes war es, eine Kompatibilitätsschicht zu entwickeln, die speziell auf die Spiele-Schnittstelle DirectX von Microsoft zugeschnitten ist und sich daher in besonderem Maße dafür eignen sollte, DirectX-Spiele auszuführen.
Das Projekt, das ursprünglich „WineX“ hieß und auf Wine basierte, wird seit 2002 unabhängig vom Wine-Projekt weiterentwickelt und wurde im Juni 2004 in „Cedega“ umbenannt.
Ende Februar 2011 wurde der „Cedega Gaming Service“ in seiner Form als Software-Abo eingestellt. Cedega war vorübergehend kostenfrei über das GameTree Linux Developer Program erhältlich, wurde jedoch nicht mehr weiter entwickelt, nachdem das Unternehmen seinen Geschäftszweck änderte.

## Lizenzen
Obwohl Cedega hauptsächlich proprietäre Software war, machte Transgaming einen Teil des Quellcodes unter verschiedenen Lizenzen via CVS öffentlich zugänglich. Aufgrund dieser Lizenzen war Cedega trotz des frei zugänglichen Quellcodes keine freie Software. Diese CVS-Version wurde früher auch als eine Art Demo benutzt. Da das Kompilieren jedoch nicht ganz einfach und nicht immer unproblematisch ist, hat Transgaming zeitweise auch eine echte Demo-Version angeboten, die aber nicht mehr erhältlich ist. Seit einiger Zeit wurden über Cedega regelmäßig Demoversionen aktueller Spiele angeboten, womit Cedega auch ohne Lizenz getestet werden konnte.
Einige Linux-Distributionen, darunter Debian GNU/Linux und Gentoo Linux, wollten Pakete der CVS-Version von Cedega mit ihren Distributionen mitliefern. Um das zu verhindern, drohte Transgaming damit, die Lizenzen noch weiter zu verschärfen.

## Kosten
Die Anschaffungskosten lagen je nach Dauer des Abonnements zwischen 25 und 45 Euro und richteten sich danach, ob man neben einem Lizenzkey auch eine Installations-CD mit der aktuellen Cedega-Version erhalten wollte oder nicht. Mit dem erworbenen Lizenzkey erstellte man sich einen Account. Mit diesem Account konnte man sich auf der Webseite von Transgaming einloggen und hatte Zugriff auf einen geschlossenen Bereich. Während der Laufzeit des Abonnements konnte man sich jederzeit und ohne Einschränkungen die jeweils aktuelle Version oder Updates von Cedega herunterladen.
Beim direkten Kauf von der Website des amerikanischen Herstellers bestand nur eine geringe Auswahl an Zahlungsmöglichkeiten (in erster Linie Kreditkarte). Für viele Interessierte aus dem deutschsprachigen Raum bot sich daher einer der deutschen Reseller an.
Beim Kauf über den Hersteller erwarb man ein Abonnement, das einen Minimumanspruch auf drei Monate Updates von Cedega beinhaltete. Beim Kauf über Händler waren auch andere Abrechnungsmodelle (z. B. Einzelkauf) möglich. Nach Ablauf des Abos konnte man keine Updates von Cedega mehr bekommen. Bereits installierte Versionen von Cedega konnten auch nach Ablauf des Abonnements weiterhin ohne jegliche Einschränkungen genutzt werden.

## Kritik
Transgaming benutzte den Quellcode von Wine als Basis für Cedega. Cedega wurde aber als proprietäre Software veröffentlicht und so flossen keine Entwicklungen an das Wine-Projekt zurück. Ermöglicht wurde dies Transgaming dadurch, dass Wine früher noch unter der X11-/MIT-Lizenz stand, die kein Copyleft enthält und somit eine Freizügige Open-Source-Lizenz ist. Laut Transgaming seien diese Einschränkungen notwendig, da Cedega unter anderem lizenzierten Code zur Ausführung von mit einem Kopierschutz versehenen Spielen enthält.
Die Entwickler von Wine reagierten darauf damit, indem sie künftige Versionen von Wine unter der LGPL veröffentlichten. Diese besagt, dass jeder, der eine modifizierte Version von Wine veröffentlicht, ebenfalls den Quellcode unter eine zur LGPL kompatible Lizenz stellen muss. Daher konnten weitere Verbesserungen in Wine nun nicht mehr in Cedega einfließen, so dass die meisten Spiele mit neueren Wine-Versionen wieder deutlich besser funktionieren als mit Cedega. Jedoch wurde auch Cedega seinerzeit noch unabhängig weiterentwickelt und an neuere Spiele angepasst.

## Einstellung
Nachdem die Lizenz von Wine im März 2002 von der MIT-Lizenz zur LGPL geändert wurde, gestaltete sich die Weiterentwicklung von Cedega äußerst problematisch. Über Jahre hinweg wurde die Codebasis von Cedega nur rudimentär geflickt, anstatt weiterentwickelt zu werden. Zudem sank mit der Verbreitung von DirectX 10 die Kompatibilität von Cedega gegenüber modernen DirectX-Spielen zunehmend, da es die aktuelle Version der Sammlung proprietärer Microsoft-Programmierschnittstellen nicht unterstützte.
Mit CrossOver gibt es seit 2008 zudem ein direktes Konkurrenz-Produkt, das auf einer aktuellen Wine-Version basiert und die Kritikpunkte von Cedega vermeidet.
Da sich die Weiterentwicklung als kundenzentriertes Produkt nicht mehr rentierte, wurde der Abo-Service Ende Februar 2011 eingestellt. Cedega sollte nun über ein Entwickler-Programm mit Unterstützung der Publisher weiterentwickelt werden und für Endkunden kostenfrei über das GameTree Linux Developer Program erhältlich sein.